# Gilbert d’Auffay
Gilbert d’Auffay († 15. August 1087) war ein normannischer Adliger, der zu den Begleitern Wilhelms des Eroberers zählte und bei der normannischen Eroberung Englands aktiv war.
Nach Ordericus Vitalis half er dem neuen englischen König Wilhelm der Eroberer nach der Invasion von 1066 bei der Befriedung des Landes, lehnte aber eine Ausstattung mit englischen Lehen ab und kehrte schließlich in die Normandie zurück. Im Jahr 1079 gab er die Kirche Sainte-Marie d’Auffay („de Alfagio“) an das Kloster Ouche Saint-Évroult.
Gilbert d’Auffay war der Sohn von Richard de Heugleville und Ada. Wilhelm der Eroberer wird als sein consanguineus (Blutsverwandter) bezeichnet. Die genaue Art der Blutsverwandtschaft konnte bislang nicht ermittelt werden. Gilbert d‘Auffay heiratete Beatrix de Valenciennes, Tochter von Christian de Valenciennes, die von Ordericus Vitalis als consobrina (Geschwisterkind, Cousine) der Königin Mathilde bezeichnet wird. Da ihr Vater nur über diese Textstelle bekannt ist, ist die genaue Verwandtschaft zwischen den beiden Frauen nicht verifizierbar.
Von Gilbert und Beatrix sind drei Kinder bekannt:
- Gauthier d’Auffay, † 27. Mai drei Jahre nach seiner Frau; ⚭ Avise, † 22. Februar nach 15-jähriger Ehe, Tochter von Herbrand de Sauqueville – Gauthier hatte 12 Kinder, von denen vier namentlich bekannt sind, der Sohn Jordan hatte einen Sohn Richard und einen Enkel Jean, mit dem die Familie erlosch; ein Richard d’Auffay ist wohl 1179 in England bezeugt.[4]
- Hugues d’Auffay, Mönch in Saint-Evroult
- Beatrix d’Auffay

Gilbert d’Auffay starb am 15. August 1087 und wurde in Sainte-Marie d’Auffay bestattet. Beatrix de Valenciennes starb am 4. Januar drei oder vier Jahre später, also wohl 1091, als Nonne in Sainte-Marie und wurde dort auch bestattet.

### Weblink
- Charles Cawley, Medieval Lands, Seigneurs d’Auffay (online)